# Reinhold Senn
Reinhold Senn (n. 6 decembrie 1936, Imst, Tirol, Austria – d. 1 iunie 2023, Zams, Tirol, Austria) a fost un sănier ce a reprezentat Austria, medaliat olimpic. A participat la o ediție a Jocurilor Olimpice (1964) în care a câștigat o medalie de argint.

## Participări
Lista de mai jos prezintă principalele competiții la care a participat Reinhold Senn de-a lungul carierei.
- Sanie la Jocurile Olimpice de iarnă din 1964 – proba de dublu[*]